# Chiney Ogwumike
Chinenye „Chiney“ Ogwumike (* 21. März 1992 in Tomball, Texas) ist eine nigerianisch-US-amerikanische Basketballspielerin. 

## Karriere
Vor ihrer professionellen Karriere in der WNBA spielte Ogwumike von 2010 bis 2014 College-Basketball für die Stanford University in der Liga der National Collegiate Athletic Association (NCAA). 
Beim WNBA Draft 2014 wurde sie an 1. Stelle von den Connecticut Sun ausgewählt, für die sie von 2014 bis 2018 spielte. Aufgrund ihrer herausragenden Leistung während ihrer Rookie-Saison wurde Ogwumike mit dem Rookie of the Year Award 2014 ausgezeichnet und ins WNBA All-Star Team gewählt. 
Seit 2021 steht sie – zusammen mit ihrer Schwester Nneka Ogwumike – im Kader der Los Angeles Sparks, für die sie bereits in der Saison 2019 gespielt hatte.